# Романов, Валентин Алексеевич
Валентин Алексеевич Романов (иногда Александрович; 25 мая 1924, Ярославль — 27 февраля 2001, Москва) — юрист, специалист по международному праву и проблемам нераспространения ядерного оружия; выпускник МГУ им. Ломоносова (1952), кандидат юридических наук с диссертацией о советском определении агрессии (1955), профессор на кафедре международного права РУДН (1996); директор секретариата ООН в Нью-Йорке (1978—1984).

## Биография
Валентин Романов родился 25 мая 1924 года в Ярославле; являлся участником Великой Отечественной войны и был награждён орденом Отечественной войны II степени, орденом «Знак Почета» и несколькими медалями, включая медаль «За отвагу» и медаль «За освобождение Праги». После войны, в 1952 году он стал выпускником Московского государственного университета имени М. В. Ломоносова и поступил в аспирантуру того же ВУЗа. В 1955 году он окончил аспирантуру и защитил в МГУ кандидатскую диссертацию, выполненную под научным руководством юриста, профессора Сергея Крылов, на тему «Советское определение агрессии» — стал кандидатом юридических наук.
В 1955 году Романов стал третьим секретарём договорно-правового отдела в МИД СССР — оставался в этой должности до 1964 года. Затем, в период с 1964 по 1970 год, он являлся сотрудником секретариата ООН в Нью-Йорке; стал заместителем директора в данном секретариате. После этого, в 1970—1971 годах, состоял заместителем заведующего договорно-правовым отделом советского МИДа. Между 1971 и 1973 годами Романов являлся советником секретариата межведомственной комиссии по морскому праву, действовавшей при МИД СССР. В течение пяти лет, с 1973, он занимал пост заместителя заведующего договорно-правового отдела МИД.
В 1978 году Романов переехал в Нью-Йорк, где занял позицию директора секретариата ООН — оставался в данной должности до 1984 года. Затем, в период с 1985 по 1995 год, он был научным сотрудником в московском Институте мировой экономики и международных отношений (ИМЭМО) АН СССР и одновременно являлся старшим советником правового департамента в российском МИДе. В 1996—1997 годах состоял сотрудником МИД РФ — работал в департаменте внешнеполитического планирования. Одновременно, в 1996 году, занял позицию профессора на кафедре международного права, являвшейся частью юридического факультета Российского университета дружбы народов (РУДН); проработал в данном ВУЗе до 2000 года.
В период работы в МИД СССР Романов стал участником I и III Конференций ООН по морскому праву; кроме того, он принимал участие в Венской конференции по дипломатическим сношениям, проходившей в 1968 году, и в Тегеранской конференции по правам человека (в том же году). В 1978 и 1983 годах был участником Венских конференций по вопросам правопреемства государств. Работал в комитете по Уставу ООН и усилению роли Организации, принимал участие в деятельности комитета по международному терроризму. Скончался в Москве 27 февраля 2001 года и был похоронен в российской столице.

## Работы
Валентин Романов являлся автором и соавтором более сотни научных работ; специализировался на юридических вопросах создания безъядерных зон, а также — на режиме нераспространения ядерного оружия; публиковался по проблемам создания мирных средств разрешения международных конфликтов:
- Исключение войны из жизни общества: Международно-правовые проблемы. М., 1961[1];
- Проблема косвенной агрессии в современном международном праве // Правоведение. 1961. № 1;
- Во имя мира: Международно-правовые проблемы европейской безопасности / Редкол.: А. И. Иойрыш, А. П. Мовчан, В. А. Романов. М., 1977;
- Международное право: Учебник / Под ред. Ю. М. Колосова, В. И. Кузнецова. М., 1994 (2-е изд. — 1998) (гл. VIII);
- Безъядерные зоны: Глобализация через регионализм? // Московский журнал международного права. 1998. № 3;
- Международное право: Учебник / Отв. ред. Ю. М. Колосов, Э. С. Кривчикова. М., 1999 (гл. 4, подп. 4, 7; гл. 5, разд. Б и В; гл. 18);
- Международно-правовые аспекты обеспечения безопасности государств от военных посягательств с моря // Московский журнал международного права. 2000. № 2;
- Проблема основных прав и обязанностей государства, международный правопорядок и концепция мира в XXI веке // Правоведение. 2000. № 1;
- Внешнеполитическая концепция России: Международно-правовые аспекты // Международное право — International Law. 2001. № 1;
- Организация Объединённых Наций перед вызовами глобализирующегося мира: Международно-правовые аспекты // ООН и международный правопорядок в глобализирующемся мире. М., 2001.